# RIM-116 Rolling Airframe Missile
Il RIM-116 Rolling Airframe Missile o RIM-116 - RAM è un missile per la difesa aerea adottato dalla US Navy e dalla Deutsche Marine. 
È stato derivato dal Sidewinder modificato per ottenere la stabilizzazione attraverso la rotazione.

## Nome
La sigla RAM con cui viene identificato, che in inglese significa 'ariete', in realtà è l'acronimo  di Rolling Airframe Missile, in italiano missile rotante su sé stesso. Infatti al missile viene impressa, al momento del lancio, una rotazione che ha lo scopo di stabilizzarlo. 

## Origini
Storicamente, esso è nato decenni fa come collaborazione americana-tedesca, allorché l'US Navy si rese conto di non avere una difesa aerea valida contro i missili antinave a bassa quota (segno evidente che i missili Standard e Sea Sparrow dell'epoca erano considerati insoddisfacenti in questo ruolo), e così un programma di sviluppo partì nel 1975, ma già a luglio dell'anno successivo venne siglato un accordo con la Germania per un'azione congiunta.
A quel punto della storia venne formulato il nome RAM (Rolling Airframe Missile) per via della rotazione dell'arma durante il volo.
La somiglianza con la famiglia Sidewinder è stata estesa profondamente nel progetto del RAM, che per la massima economia e semplicità venne dotato del motore del Chaparral (versione superficie-aria del Sidewinder) e la testata del Sidewinder.
Ben presto il primo prototipo del missile venne lanciato, già nel 1978. Esso era chiamato XM-116 RAM, e il giugno dell'anno successivo la General Dynamics ebbe assegnato un contratto per lo sviluppo del sistema. Sembrava che tutto andasse per il meglio, ma il decennio che seguì vide numerosi problemi, e nonostante alcuni test positivi del 1982/83, solo nel 1987 il RAM venne definitivamente approvato per la produzione di serie.
Infine, nel 1990 il missile venne sottoposto a una valutazione operativa conclusasi in maniera positiva, e a questa seguì l'idoneità operativa, arrivata definitivamente nel 1992.

## Tecnica
Il missile RAM, come tutti i sistemi moderni, è solo una parte del sistema missilistico conosciuto come Mk 31 Guided Missile Weapon System. Esso comprende il missile e il lanciatore Mk 49, praticamente un affusto Vulcan Phalanx ma, in luogo del complesso di fuoco originale (radar di tiro, cannone e serbatoio munizioni), un lanciatore a 24 colpi per i missili.
IL RAM ha alette di controllo e stabilizzazione retrattili e questo dà ad esso una compattezza notevole. Il lanciatore multiplo è simile a quello degli MRL (lanciarazzi multipli terrestri), molto più capace della rampa a 4 missili come il lanciatore del Sea Chaparral. ha serie di tubi di lancio, con una geometria dalla sagoma del lanciatore esagonale, piuttosto che rettangolare come in altri casi.
Una volta lanciato, il RAM è accelerato da un motore Mk 112 a propellente solido, che lo porta a mach 2 in 2-3 secondi. La guida è autonoma, essendo presente un sensore radar passivo, che è pensato per captare le emissioni radar a corta lunghezza d'onda delle testate di ricerca (radar di bordo) dei missili antinave.
Il sistema di guida ha anche un sensore IR, ma non quello del Sidewinder/Chaparral, ma quello dello Stinger, che ha un diametro di soli 70mm. Ciò lascia spazio anche per un sensore radar-passivo.
Essendo un'arma 'rotante' su sé stessa, sono necessarie solo 2 antenne radar passive, anziché 4 come altrimenti necessario, per dare una percezione tridimensionale della sorgente radar. Quando abbastanza vicino al bersaglio, il missile passa alla guida infrarossa con il sensore dello Stinger e ingaggia con precisione il bersaglio.
Una testata da 9 kg a frammentazione con spoletta di prossimità laser distrugge l'obiettivo con impatto diretto o passaggio entro pochi metri di distanza.

## Servizio
Il RAM è un'arma quantomeno controversa. Esso nacque con lo stesso concetto che portò alla nascita del Sea Chaparral. Ma quest'ultimo venne sviluppato in gran velocità grazie ad un programma di emergenza, per dotare le navi di sistemi da difesa antiaerea ravvicinata migliori delle artiglierie che ancora costituivano l'armamento delle navi di vecchio tipo, che spesso erano residuati della Seconda guerra mondiale. Per essi i lanciamissili Tartar o superiori erano troppo impegnativi e costosi da installare.
La soluzione non era molto raffinata (praticamente la torretta con operatore al centro, che era circondato da 2 coppie di missili), ma arrivò in servizio in fretta, anche se troppo tardi per la Guerra del Vietnam, ambiente per il quale era stato pensato (soprattutto per le azioni sottocosta).
Ma negli anni '70 stavano entrando in servizio apparati da difesa aerea molto più efficaci di quelli precedenti: missili Standard SM-1, Sea Sparrow e CIWS Vulcan Phalanx, nel mentre il Sea Chaparral venne presto tolto dalle navi. Il fatto che il RAM sia stato tenuto in sviluppo nonostante questo desta notevole sorpresa.
Esso avrebbe avuto una migliore efficacia nella difesa a bassa quota contro i missili, consentendo di affrontare bersagli multipli (data la capacità di autoguida) e a maggior distanza di quanto possibile con il Phalanx. Ma l'arma ha avuto anche molti limiti, essenzialmente per via dei requisiti richiesti per la sua realizzazione.
- Da parte della nave era necessario, anzitutto, un sistema ESM o radar di scoperta, per direzionare prontamente il lanciatore verso l'obiettivo. Il RAM non ha un sistema di scoperta autonomo.
- Il RAM era pensato per entrare in servizio in modo rapido, ma l'esigenza, basata su una teoria tipica della Guerra Fredda, di affrontare le ondate di missili antinave, non poté essere risolta prima che questa finisse. In pratica, nel 1992 gli ambienti operativi erano totalmente diversi da quelli previsti in origine, visto che il programma era partito ben 17 anni prima.
- Il missile è stato concepito anche come arma relativamente economica, ma nonostante ciò il costo unitario è di oltre 400.000 dollari, alquanto incongruo con le prestazioni effettive (paragonabile a quello di 2 Sea Sparrow, di categoria superiore).
- Il sensore radar passivo, non essendo stabilizzato sull'asse, offre un degrado di prestazioni notevole con la rotazione del missile, mentre il sensore IR non è all'altezza di un missile tanto grosso (70 kg vs 10 dello Stinger). La semplicità dell'attrezzatura radar non ha avuto quindi riscontri positivi, e ci sono voluti anni per rimediare in maniera soddisfacente alla situazione.
- In caso di ingaggio di aerei o di altri obiettivi senza radar in funzione (inclusi diversi tipi di missile antinave, per non dire delle armi aria-terra di impiego generale, come i Maverick) il RAM è inefficace tranne che eventualmente, a brevi distanze. Il sensore duale quindi non ha né capacità ottimali contro i missili a guida radar, né contro diversi tipi di avversari, un limite non di poco peso se il RAM è visto in alternativa ai CIWS tradizionali, molto più flessibili nell'impiego.

In sostanza, il missile RIM-116 RAM ha sostanzialmente fallito il suo scopo originario. Se questo era di costituire un sistema leggero di rapido sviluppo, esso ha finito per risultare un programma sorprendentemente costoso e fonte di interminabili problemi per l'US Navy.
Interessante da notare, il vecchio missile-base Sidewinder AIM-9C, a guida radar semiattiva, venne modificato, sempre negli anni '80, in un missile aria-superficie a guida radar passiva, chiamato AGM-122 Sidearm e caratterizzato da una gittata di 8 km.
Esso entrò in servizio in pochi anni dallo sviluppo e vi è rimasto per diverso tempo, pur essendo un programma di ripiego, di seconda scelta. Se un missile a guida passiva era desiderabile (per renderlo, come detto, autonomo dopo il lancio e idoneo quindi a far fronte a bersagli multipli), una versione superficie aria del SIDEARM con un lanciatore Sea Chaparral avrebbe potuto essere un sistema molto più semplice e rapido da sviluppare, mentre i missili AIM-9L con sensore IR migliorato erano anch'essi un sistema semplice e efficace, ma nulla venne fatto, allora, in merito.
Il missile RAM ha avuto alcuni sviluppi, uno dei quali è il RTM-116A che è un modello da addestramento inerte (senza testata e motore).
Nel 1993 venne iniziato lo sviluppo di un missile migliorato, il RIM-16B RAM II, o BLock II, che ha una effettiva capacità di ingaggiare i bersagli con un sensore IR. Esso è utile per l'uso contro oggetti che non emettono segnali radar, ma la cosa non è semplice. Infatti, il sensore IR deve localizzare il bersaglio 'dopo' il lancio, e non prima, come nel caso del Sidewinder, perché i lanciatori RAM non hanno missili esposti, ma protetti integralmente dai tubi di lancio.
L'arma ha anche capacità aggiuntive contro piccoli bersagli di superficie. Forse fin dall'inizio questa soluzione avrebbe potuto risolvere molti problemi. Pare che peraltro, il sensore radar passivo resta ancora a bordo, come sistema alternativo.
Dopo i test nel 1999, l'arma entrò in servizio dopo il 2000. La versione da addestramento è la RTM-116B. Nel frattempo sono stati prodotti oltre 1000 missili RIM-116A, di questi ben 400 per la Bundesmarine tedesca.
Attualmente due lanciatori sono presenti sulle fregate Classe Bremen, Brandeburg, Baden-Württemberg e altre unità, oltre che con le navi classe Wasp americane. Alcune piccole unità come le corvette missilistiche K-130 e Type 143A ne hanno uno solo. Anche Taiwan ha ordinato un certo numero di armi.
Una versione più recente ha un affusto di Phalanx completo di un radar di tiro standard. Esso ha però il numero di missili ridotto a 10 e non è noto se sia entrato in produzione.